# Vollet River
Der Vollet River ist ein sehr kurzer Fluss auf der Karibikinsel St. Lucia.

## Geographie
Der Fluss ist nur etwa 2 km lang. Er entspringt nordwestlich von Micoud im Gebiet von Mahaut im Quarter Micoud und fließt in südöstlicher Richtung. Dann bildet er die nördliche Siedlungsgrenze Micoud und mündet dort in einer Bucht von Micoud in der Nähe des Castries-Vieux Fort-Highway in den Atlantik.
Benachbarte Flüsse sind der Malgretoute River im Norden und der Troumassee River im Süden. An einem kleinen Zufluss am Oberlauf liegen die Latille Waterfalls.